# سیارک ۱۱۷۶۵
سیارک ۱۱۷۶۵ (به انگلیسی: 11765 Alfredfowler، نامگذاری:9057P-L) یازده هزار و هفتصد و شصت و پنجمین سیارک کشف شده‌است که در ۱۷ اکتبر ۱۹۶۰ کشف شد.